# Jockum Nordström
Jockum Nordström (* 19. prosince 1963 Stockholm) je švédský výtvarník. Je jedním z nejznámějších současných umělců. Společně s malířkou Mammou Andersonovou žije a pracuje ve Stockholmu. Nejvíce je známý pro své živé koláže, ale také pro kresby, malby a ilustrace. Nordström je zastoupen newyorskou Galerií Davida Zwirnera. Přehlídku jeho prací uspořádalo v roce 2013 muzeum moderního umění a art brut v Lille (All I Have Learned and Forgotten Again).

## Život
Nordström se narodil 19. prosince 1963 ve Stockholmu, Švédsko. V jeho rodině žil se dvěma bratry a jednou sestrou. Jeho otec Gert Z Nördstrom byl profesorem umění na Univerzitě umění a designu v Konstfacku, tedy na stejné škole, kde promoval Jockum v roce 1988. Nordströmova popularita eskalovala s vydání trilogie Sailor och Pekka a během zaměstnání jako ilustrátor v stockholmských novinách Dagens Nyheter (1997-99). Nordström také navrhl obaly na gramodesky rockové skupiny Caesars. Jeho první show v USA byla v Jack Hanley Gallery v San Franciscu, 1999. Jeho reputace prudce vzrostla poté, co některé z Nordströmových kreseb vystavila Liste in Basel. Její vyprodávání vedlo také do veřejných sbírek Muzea moderního umění (MoMA) v New Yorku. Krátce poté se připojil ke galerii David Zwinger.
Jockum Nordström potkal svou ženu Karin Mamma Anderson, když pracoval na letním kempu. Žijí se svými dvěma syny ve čtvrti Tallkrogen, Stockholm.

## Dílo
Nordström je známý pro své koláže, kresby, malby, skulptury, jež spojují folkové umění spolu s outsider art, jazzem a surrealistickou koláží. Věnuje se také designu nábytku, návrhy přebalů alb a dětské ilustraci. Knihy pro děti také píše. Jeho práce vystavuje Collection of Modern Art (New York), Moderna Muset a Magasin 3 ve Stockholmu a muzeum umění ve Stockholmu.

### Knihy
Námořník a Pekka, 2015, Baobab (Sailor och Pekka)

## Animované filmy
- 1997 "In his Loneliness" (10 min)
- 1994 "The Sunday Orchestra" (5 min)